# クリスマスの12日
クリスマスの12日（くりすますのじゅうににち、英語: Twelve Days of Christmas）はキリスト教におけるお祝いのひとつで、クリスマスから公現祭・神現祭の前日まで、即ち12月25日から1月5日までの12日をいう。

イエス・キリストの誕生から世の中へ現れたことを祝う時期である  が、西方教会の公現祭では東方の三博士の訪問が強調され、「主の洗礼」は公現祭の後日に祝われるのに対し、東方教会（正教会）では神現祭で主の洗礼が祝われる。

## 参照項目
- クリスマスの12日間 （歌）
- ウィリアム・シェークスピア作の劇『十二夜』